# Linia kolejowa nr 662
Linia kolejowa nr 662 – linia kolejowa łącząca stację Dąbrowa Górnicza Huta Katowice DGHK1 ze stacją Dąbrowa Górnicza Piekło. Linia została otwarta w 1942 r., w 1990 r. ruch na niej został zawieszony, a w 2007 r. została zlikwidowana. Jej długość wynosiła 3,25 km.